# Oberpostdirektion Stettin

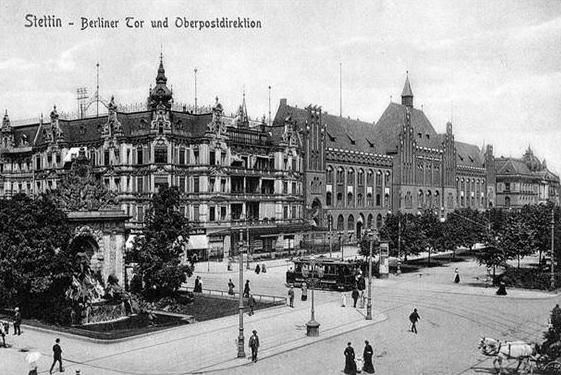
Gebäude der ehemaligen Oberpostdirektion Stettin, um 1910

Die Oberpostdirektion Stettin war eine Mittelbehörde der Postverwaltung, die 1850 durch das Königreich Preußen gegründet wurde, nach Gründung der Reichspost auf diese überging und nach Ende des Zweiten Weltkriegs 1945 aufgelöst wurde. Sitz der Behörde war Stettin, die Hauptstadt der preußischen Provinz Pommern, das heutige Szczecin.

## Gebäude
Die alte Stettiner Hauptpost am Oderufer reichte für die gewachsenen Verwaltungsaufgaben um die Jahrhundertwende nicht mehr aus. Dem Wachstum der Region und dem steigenden Postverkehr folgend wurde von 1901 bis 1905 nach Plänen von Postbaurat Otto Hintze (1848–1922) ein neues Gebäude für das Hauptpostamt Stettin, das Haupttelegraphenamt Stettin und die Oberpostdirektion Stettin in der östlichen Neustadt am Paradeplatz (heute aleja Niepodległości 43), in der Nähe des Berliner Tors gebaut. Es wurde im Stil der Neugotik nach Vorbildern aus der norddeutschen Backsteingotik und in Anlehnung an das Hauptpostamt Frankfurt (Oder) von 1902 errichtet. Das repräsentative Gebäude verfügt über zwei Innenhöfe. Für die Fassade wurden zum Teil glasierte Klinker verwendet. Der Haupteingang wird von einem Spitzbogen mit Dekorationen überfangen.
Nach dem Zweiten Weltkrieg wurde die Stadt im Zuge des Schweriner Grenzvertrags am 5. Juli 1945 von der sowjetischen Kommandantur an Polen übergeben. Das Gebäude der aufgelösten Oberpostdirektion Stettin wurde Sitz der Verwaltung der polnischen Dyrekcja Okręgu Poczty und Bank Pocztowy Szczecin 1.